# بتی راس کلارک
بتی راس کلارک (انگلیسی: Betty Ross Clarke؛ ‏ ۱ مهٔ ۱۸۹۲ – ۲۴ ژانویهٔ ۱۹۷۰) بازیگر اهل ایالات متحده آمریکا بود.
از فیلم‌هایی که وی در آن نقش داشته‌است، می‌توان به قتل‌های خیابان مورگ، فروشنده دوره‌گرد، عشق به سراغ اندی هاردی می‌رود، شکوفه‌هایی در برادوی، میلیون‌ها دلار بروستر، روباه و رمانس اشاره کرد.